# سامي عبد العزيز سالم الليثي
سامي عبد العزيز سالم الليثي ولد في 28 أكتوبر 1956 وهو مواطن مصري تم اعتقاله بمعتقل جوانتانامو في كوبا . والرقم سجين أمني الخاص به هو 287 . وقد ولد في قرية شبرقاص مصر، وقد نقل اللي مصر في 30 سبتمبر 2005 .